# Dicranota (Paradicranota) minuta
Dicranota (Paradicranota) minuta is een tweevleugelige uit de familie Pediciidae. De soort komt voor in het Palearctisch gebied.